# Vejle Rådhus
Vejle Rådhus er et nygotisk bygningsværk opført i årene 1878-1879 af arkitekt Carl Lendorf. Det blev indviet den 26. november 1879 og er byens fjerde rådhus. I årerne 1919-1920 blev det restaureret af den kendte arkitekt Martin Nyrop.
Rådhuset ligger, hvor det tidligere middelalderkloster, Domikanerklosteret, oprindeligt har huset de såkaldte sortebrødremunke. Rådhusklokken i nutidens rådhus er den samme som den, der ringede til messe i det gamle kloster. I en indskrift på den gamle klokke står på latin: Jeg kalder de Levende, Jeg vækker de Døde.
Dominikanerklostret blev nedlagt i 1529, hvor man solgte besiddelserne til rigshofmester Mogens Gøye. I 1531 blev bygningerne overdraget til Vejle by, og kun østfløjen fik lov til at blive stående. Frem til 1780 fungerede fløjen som Vejles rådhus.
I dag huser Vejle Rådhus byens kriminal- og civilret i stueetagen og de tidligere mødesale for by- og amtsrådet på første etage, som nu bliver benyttet til repræsentative formål. På væggene i byrådssalen hænger bl.a. portrætmalerier af stiftamtmand Vilhelm Bardenfleth (1850-1933) og amtmand Knud Valløe (1867-1937). I tilknytning til Rådhuset ligger Den Gamle Arrest, der i dag er ombygget til cafe og spillested.
Vejles første rådhus blev bygget omkring 1460 og nedbrændte 70 år senere i 1530. Det andet rådhus blev opført i 1780 og nedtaget igen i 1878 til fordel for det nye, moderne rådhus. Byens andet rådhus var et nyklassicistisk bygningsværk karakteriseret ved en stram symmetri. Det lå på Nytorv, i dag Rådhustorvet, som igen lagde grund til det nuværende rådhus på bybanken i det centrale Vejle.
Rådhustorvet, pladsen foran Rådhuset, har i Vejles historie været det naturlige samlingspunkt for folkelige begivenheder som fx befrielsen af Vejle den 8. maj 1945 og fejring af Vejle Boldklubs mesterskaber i fodbold m.m.